# Ejército de Mozambique

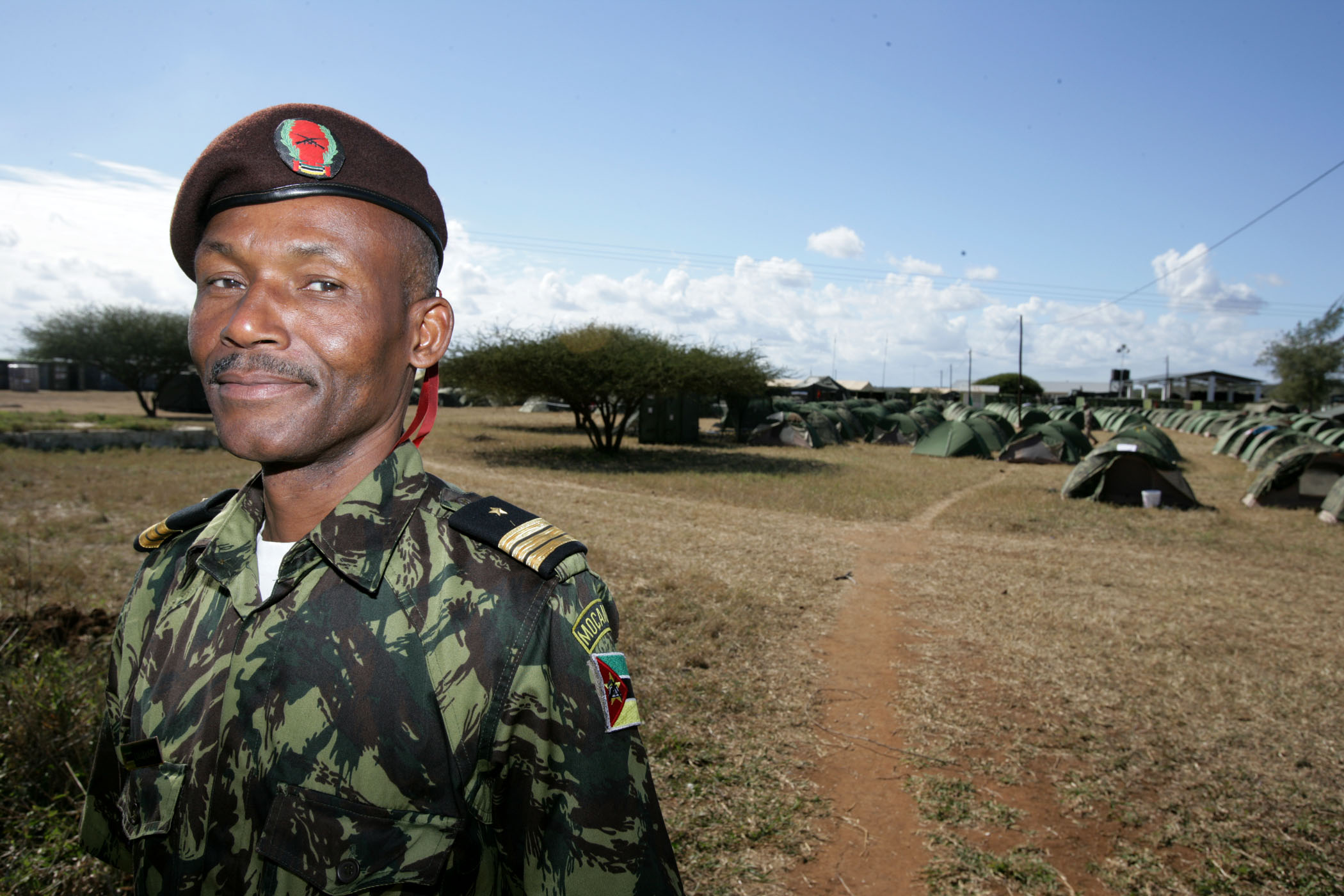
Un soldado del Ejército de Mozambique.

El Ejército de Mozambique es el componente terrestre de las Fuerzas Armadas de Mozambique (FAM). La función principal del Ejército de tierra mozambiqueño es la defensa de los ciudadanos y del territorio nacional de Mozambique.

## Historia
La guerra de Independencia de Mozambique (conocida por la historiografía portuguesa como Luta Armada de Libertação Nacional) fue un conflicto armado entre las fuerzas guerrilleras del Frente de Liberación de Mozambique, conocido como FRELIMO (Frente de Libertação de Moçambique en portugués), y Portugal. La guerra comenzó oficialmente el 25 de septiembre de 1964, y terminó con un alto el fuego el 8 de septiembre de 1974, del que resultó una independencia negociada en 1975 tras los acuerdos de Lusaka. Tras la independencia, el FRELIMO se declaró un partido marxista-leninista y fundó la República Popular de Mozambique, un estado socialista con el FRELIMO como único partido legal. El líder del FRELIMO, Samora Machel, fue presidente del país desde 1975 hasta su muerte en 1986, siendo sucedido por Joaquim Chissano. A partir de mayo de 1977, el régimen del FRELIMO debió enfrentar una insurgencia anticomunista por parte de la Resistencia Nacional Mozambiqueña (RENAMO), un grupo rebelde armado financiado por los regímenes racistas de Sudáfrica y Rodesia. La guerra civil resultante duró casi quince años, dando como resultado más de un millón de muertos y cinco millones de desplazados. El conflicto finalizó al término de la Guerra Fría, que llevó al FRELIMO a abandonar el marxismo como ideología oficial, transformarse en un partido de carácter socialdemócrata y acceder a instaurar el multipartidismo en Mozambique.

## Tamaño
Un acuerdo general de paz firmado en 1992, estipuló que el tamaño del ejército mozambiqueño era de unos 24.000 efectivos (sumando las fuerzas del FRELIMO y el RENAMO), pero debido a la falta de interés, la paga escasa y las pésimas condiciones del servicio militar, ese número de fuerzas nunca se alcanzó. La información sobre la estructura del ejército mozambiqueño es escasa. El IISS estimó en 2007 tenía una fuerza total de 9.000 a 10.000 efectivos, contando con 7 batallones de infantería, 3 batallones de fuerzas especiales, 2 o 3 baterías de artillería, 2 batallones de ingenieros y un batallón de logística. A mediados de 2017, Eugenio Dias Da Silva fue nombrado Comandante en jefe del Ejército de Mozambique.

## Inventario del Ejército de Mozambique

### Armas anticarro
| Nombre              | Fotografía          | Tipo de arma        | País de origen      | Unidades            |
| Armamento anticarro | Armamento anticarro | Armamento anticarro | Armamento anticarro | Armamento anticarro |
| ------------------- | ------------------- | ------------------- | ------------------- | ------------------- |
| B-10                |                     | Cañón sin retroceso | Unión Soviética     |                     |
| B-11                |                     | Cañón sin retroceso | Unión Soviética     |                     |
| RPG-7               |                     | RPG                 | Unión Soviética     |                     |
| 9K11 Maliutka       |                     | ATGM                | Unión Soviética     |                     |
| 9K111 Fagot         |                     | ATGM                | Unión Soviética     |                     |

### Armas de fuego
| Nombre de arma                                     | Fotografía               | Tipo de arma                       | País de origen           |
| Pistolas semiautomáticas                           | Pistolas semiautomáticas | Pistolas semiautomáticas           | Pistolas semiautomáticas |
| -------------------------------------------------- | ------------------------ | ---------------------------------- | ------------------------ |
| Tokarev TT-33                                      |                          | Pistola semiautomática             | Unión Soviética          |
| Makarov PM                                         |                          | Pistola semiautomática             | Unión Soviética          |
| FN Browning GP-35                                  |                          | Pistola semiautomática             | Bélgica Estados Unidos   |
| Walther P38                                        |                          | Pistola semiautomática             | Alemania                 |
| Pistola ametralladora                              |                          |                                    |                          |
| Pistola automática Stechkin                        |                          | Pistola ametralladora              | Unión Soviética          |
| Subfusiles                                         |                          |                                    |                          |
| Skorpion vz. 61                                    |                          | Subfusil                           | Checoslovaquia Serbia    |
| Star Modelo Z-84                                   |                          | Subfusil                           | España                   |
| Franchi LF-57                                      |                          | Subfusil                           | Italia                   |
| Sa vz. 23                                          |                          | Subfusil                           | Checoslovaquia           |
| FBP                                                |                          | Subfusil                           | Portugal                 |
| Carabina                                           |                          |                                    |                          |
| SKS                                                |                          | Carabina                           | Unión Soviética          |
| Fusiles de asalto                                  |                          |                                    |                          |
| AK-47                                              |                          | Fusil de asalto                    | Unión Soviética          |
| AKM                                                |                          | Fusil de asalto                    | Unión Soviética          |
| Vz. 58                                             |                          | Fusil de asalto                    | Checoslovaquia           |
| FN FAL                                             |                          | Fusil de asalto                    | Bélgica                  |
| Ametralladoras                                     |                          |                                    |                          |
| RPK                                                |                          | Ametralladora ligera               | Unión Soviética          |
| Ametralladora PK                                   |                          | Ametralladora de propósito general | Unión Soviética          |
| Rheinmetall MG3 variante italiana Beretta MG 42/59 |                          | Ametralladora de propósito general | Alemania Italia          |
| ZB vz. 37                                          |                          | Ametralladora media                | Checoslovaquia           |
| Goriunov SG-43 / SGM                               |                          | Ametralladora pesada               | Unión Soviética          |
| DShK                                               |                          | Ametralladora pesada               | Unión Soviética          |

### Artillería y morteros
| Nombre                   | Fotografía           | Tipo de arma             | País de origen          | Calibre              | Unidades             |
| Artillería remolcada     | Artillería remolcada | Artillería remolcada     | Artillería remolcada    | Artillería remolcada | Artillería remolcada |
| ------------------------ | -------------------- | ------------------------ | ----------------------- | -------------------- | -------------------- |
| ZiS-3                    |                      | Cañón de campaña         | Unión Soviética         | 76,2 mm              | 180                  |
| Tipo 56                  |                      | Cañón de campaña         | República Popular China | 85 mm                | 12                   |
| BS-3                     |                      | Cañón de campaña         | Unión Soviética         | 100 mm               | 20                   |
| M-46                     |                      | Cañón de campaña         | Unión Soviética         | 130 mm               | 6                    |
| M-30                     |                      | Obús remolcado           | Unión Soviética         | 121,92 mm            | 24                   |
| D-30                     |                      | Obús remolcado           | Unión Soviética         | 122 mm               | 12                   |
| D-1                      |                      | Obús remolcado           | Unión Soviética         | 152,4 mm             | 12                   |
| D-48                     |                      | Cañón antitanque         | Unión Soviética         | 85 mm                | 6                    |
| Morteros                 |                      |                          |                         |                      |                      |
| 82 mm-BM-37              |                      | Mortero                  | Unión Soviética         | 82 mm                | 12                   |
| 120-PM-43                |                      | Mortero                  | Unión Soviética         | 120 mm               | 40                   |
| Lanzagranadas automático |                      |                          |                         |                      |                      |
| AGS-17                   |                      | Lanzagranadas automático | Unión Soviética         | 30 mm                |                      |

### Defensa antiaérea
| Nombre                | Fotografía           | Tipo de arma         | País de origen       | Unidades             |
| Artillería antiaérea  | Artillería antiaérea | Artillería antiaérea | Artillería antiaérea | Artillería antiaérea |
| --------------------- | -------------------- | -------------------- | -------------------- | -------------------- |
| ZSU-23-2              |                      | Cañón automático     | Unión Soviética      |                      |
| M1939 (61-K)          |                      | Cañón automático     | Unión Soviética      |                      |
| AZP S-60              |                      | Cañón automático     | Unión Soviética      |                      |
| Misil superficie-aire |                      |                      |                      |                      |
| 9K32 Strela-2         |                      | SAM                  | Unión Soviética      |                      |
| S-125 Neva/Pechora    |                      | SAM                  | Unión Soviética      |                      |

### Vehículos blindados de combate
| Nombre                                               | Fotografía            | Tipo                                      | Origen                | Unidades              |
| Automóviles blindados                                | Automóviles blindados | Automóviles blindados                     | Automóviles blindados | Automóviles blindados |
| ---------------------------------------------------- | --------------------- | ----------------------------------------- | --------------------- | --------------------- |
| BRDM-1                                               |                       | Automóvil blindado, vehículo anfibio      | URSS                  | 28                    |
| BRDM-2                                               |                       | Automóvil blindado, vehículo anfibio      | URSS                  | 28                    |
| 9K311/9M311 Strela                                   |                       | Automóvil blindado, vehículo anfibio, SAM | Unión Soviética       |                       |
| Carro de combate principal                           |                       |                                           |                       |                       |
| T-54/T-55                                            |                       | MBT                                       | URSS                  | 60                    |
| Tanque ligero                                        |                       |                                           |                       |                       |
| PT-76                                                |                       | Tanque ligero, vehículo anfibio           | URSS                  | 16                    |
| Transportes blindados de personal                    |                       |                                           |                       |                       |
| BTR-40                                               |                       | TBP                                       | URSS                  |                       |
| BTR-152                                              |                       | TBP                                       | URSS                  | 60                    |
| BTR-60                                               |                       | TBP, vehículo anfibio                     | URSS                  | 80                    |
| Saxon                                                |                       | TBP                                       | Reino Unido           | 25                    |
| FV432                                                |                       | TBP                                       | Reino Unido           | 30                    |
| Marauder                                             |                       | TBP                                       | Sudáfrica             | 5                     |
| VN-4                                                 |                       | TBP                                       | China                 | 12                    |
| Vehículo de combate de infantería                    |                       |                                           |                       |                       |
| BMP-1                                                |                       | VCI, vehículo anfibio                     | Unión Soviética       | 40                    |
| WZ-551                                               |                       | VCI, vehículo anfibio                     | China                 | 30                    |
| Vehículo protegido contra las minas y las emboscadas |                       |                                           |                       |                       |
| Casspir                                              |                       | VPRME, TBP                                | Sudáfrica             | 15                    |
| Vehículo todoterreno                                 |                       |                                           |                       |                       |
| Dongfeng EQ2050M                                     |                       | Vehículo todoterreno                      | China                 |                       |
| Lanzacohetes múltiple                                |                       |                                           |                       |                       |
| BM-21                                                |                       | Lanzacohetes múltiple                     | Unión Soviética       | 12                    |
| Artillería antiaérea autopropulsada                  |                       |                                           |                       |                       |
| ZSU-57-2                                             |                       | AAA                                       | Unión Soviética       |                       |
| Lancha de desembarco                                 |                       |                                           |                       |                       |
| K61 GPT                                              |                       | Lancha de desembarco, Vehículo anfibio    | Unión Soviética       |                       |